# IJsselmeer
IJsselmeer (Eisselmeer, Ysselmeer; IJ je v nizozemščini poseben digraf, zato se tudi J piše z velikimi tiskanimi črkami) je največje jezero na Nizozemskem. Današnje sladkovodno jezero, umetno ustvarjeno z nasipom, sestoji iz velikega dela nekdanjega zaliva Zuiderzee med Frizijo in Severno Holandijo. Beseda morje ima v nizozemščini (kot v spodnji nemščini) pomen "notranje jezero". Jezero je dobilo ime po glavnem pritoku (Gelderski) IJssel (Gelderse IJssel), ki se izliva v pritok Ketelmeer pod Kampenom. Drugi največji pritok, Zwarte Water (Črna voda), se izliva v povezano jezero Zwarte Meer.

## Zgodovina
IJsselmeer je nastal leta 1932 z izgradnjo 29 kilometrov dolgega nasipa (Afsluitdijk) na stičišču nekdanjega Zuiderzeeja z Vatskim morjem (Waddenzee). Nasip je širok 90 metrov in po njem vodi nizozemska avtocesta 7 na strani proti IJsselmeerju  (Evropska pot 22) in pripadajoča kolesarska pot. Zgrajen je bil kot del Zuiderzee Works, predvsem za zaščito obale. Odprava plimovanja v IJsselmeerju je olajšala nasipavanje in izsuševanje vodnih površin. Tako so na obrobju jezera nastali veliki polderji, od katerih največji tvorijo provinco Flevoland.
Razen nekaj umetnih depresij, ima IJsselmeer med 2 m in 5,5 m globino vode. Od leta 1976 je z notranjim nasipom (Houtribdijk) razdeljen na 1137.4  km² , ki obsega preostali del IJsselmeerja in jugozahodno od njega 700,6 km² Marker meer.  Dve zapornici pri Enkhuizen-u in Lelystadu povezujeta obe vodni območji. Markermeer je bil prvotno predviden za izsušitev kot polder Markerwaard. Gradnjo so leta 1991 preložili za nedoločen čas.
Že ob gradnji nasipa do Severnega morja so nizozemski generali prepoznali vojaško nevarnost, ki je grozila Trdnjavi Holandiji s tem novim pristopom s severa. Odgovor je bil zgraditi utrdbi Den Oever in Kornwerderzand na obeh koncih nasipa. Maja 1940, med napadom v drugi svetovni vojni, napadalni nemški Wehrmacht na tej točki ni mogel dobiti dostopa do Trdnjave Holandije.

## Uporaba
IJsselmeer je območje vodnih športov in počitniško območje s turističnimi kraji, kot sta Hoorn in Enkhuizen .
Do leta 2017 je bila na obali Noordoostpolderja zgrajena vetrna elektrarna s skupno 86 vetrnimi turbinami na kopnem in v vodi. Ta obalna vetrna elektrarna je del vetrne elektrarne Noordoostpolder, ki je od dokončanja leta 2017 proizvedla približno 1,4 milijarde kWh električne energije in je ena največjih tovrstnih elektrarn na Nizozemskem s skupno zmogljivostjo 429 MW. 

## Mesta in vasi ob IJsselmeerju
| Vzhodna stran IJsselmeer - macum - Piaam - Gaast - workum - Hindeloopen - mlečni rum - Stavoren - Laaxum - Mirns - Lemmer - potrdilo - Lelystad | Nahaja se na Markermeerju - Lelystad - Almere - Amsterdam - Blagovne znamke - Monnickendam - Volendam - edamec - Rog - Enkhuizen | Zahodna stran IJsselmeerja - Enkhuizen - Andijk - Wervershoof - Onderdijk - Medemblik - Oever |

## Pritoki in odtoki
- Pritoki (od severa proti jugu):
  - Zwarte Water (Črna voda) (spodnji tok Vechta), približno 60 m³/s
  - IJssel (pritok Rena), okoli 390 m³/s
  - Eem (presihajoče, sicer teče preko Severnega morskega kanala), ok.10 m³/s
  - Hierdensche Beek (čez Veluwemeer)
  - Amstel (občasno, drugače se izliva preko Severnomorskega kanala)
  - Vecht (presihajoče, drugače teče preko Severnega morskega kanala )
- Odtoki (od severa proti jugu):
  - Lorentz zaklopnica na zapornem nasipu (v Vatsko morje ), približno 200 m³/s
  - Stevin zaklopnica na zapornem nasipu (v Vatsko morje), približno 250 m³/s
  - IJ in Severnomorski kanal (občasno; odvisno od nadzora Zuiderzeewerke)

## Podatki
- Površina: 1137,4 km²
- Najnižja točka: Val van Urk, 5.50 m
- Vodostaj je poleti 20 cm pod NAP, pozimi pri 40 cm pod NAP.

## Spletne povezave
- Informacije o IJsselmeerju in drugih območjih na Nizozemskem
- Informacije o območju IJsselmeerja na SkipperGuide.de